# Varför finns Vetil?
Varför finns Vetil? (engelska: The Meaning of Liff) är en fiktiv humoristisk uppslagsbok av Douglas Adams och John Lloyd. Fiktiv i den meningen att alla orden egentligen är ortnamn och förklaringarna är komiska associationer till ortnamnet i fråga.
Den kom först ut 1983 och har sedan dess kommit ut i flera utgåvor, alltid med tillägg i författarnas förord, vilket till slut verkar fungera som någon slags korrespondens mellan de två. De senare utgåvorna har gått under titeln The Deeper Meaning of Liff.
Svensk översättning kom först 1999 på Söderströms förlag i Finland.
I finsk översättning 1997, "Elimäen tarkoitus".